# Gmina Blaabjerg
Gmina Blaabjerg (duń. Blaabjerg Kommune) – w latach 1970-2006 (włącznie) jedna z gmin w Danii w okręgu Ribe Amt. Siedzibą władz gminy było miasto Nørre Nebel. 
Gmina Blaabjerg została utworzona 1 kwietnia 1970 na mocy reformy podziału administracyjnego Danii. Po kolejnej reformie w 2007 r. weszła w skład nowej gminy Varde.

## Dane liczbowe
- Liczba ludności: (♀ 3306 + ♂ 3203) = 6509
  - wiek 0-6: 9,2%
  - wiek 7-16: 15,2%
  - wiek 17-66: 60,6%
  - wiek 67+: 15,0%
- zagęszczenie ludności: 25,6 osób/km²
- bezrobocie: 2,9% osób w wieku 17-66 lat
- cudzoziemcy z UE, Skandynawii i USA: 266 na 10 000 osób
- cudzoziemcy z krajów Trzeciego Świata: 166 na 10 000 osób
- liczba szkół podstawowych: 3 (liczba klas: 35)